# Geraldo Antônio Horta
Geraldo Antônio Horta (Rio de Janeiro, 5 de dezembro de 1834 — Rio de Janeiro, 30 de dezembro de 1913), foi um compositor, pianista e professor de piano brasileiro.

## Biografia
Geraldo Antônio Horta, filho de Jezuino Antonio Horta e Vitalina Maria [Horta], conforme certidão de batismo, de 1º jan. 1835, na Igreja do Santíssimo Sacramento, no Rio de Janeiro. Casado com Sophia Adelaide [Adelina] Horta em 1870, teve sete filhos: Alice Adelaide (1872), Agliberto (187?), Letizia (1883), Margarida (1886), Jacyna (1888), Olga (1890) e Floriano (1896). Faleceu em 30 de dezembro de 1913, aos 78 anos de idade.

## Carreira
Como compositor, é conhecido pela redowa [redova] para piano intitulada Boa Viagem, integrante da coleção RIO de Janeiro: álbum pitoresco-musical, de 1856 (Laforge). A coletânea, com litografias de Martinet recebeu reimpressão Fac-símile em 1957, acompanhada por gravação de LP por Friedrich Egger. Em 1978, a peça foi contemplada por gravação de Clara Sverner. Em 2014, o Álbum pitoresco musical recebeu nova edição, acompanhada por CD, onde Boa Viagem é interpretada por Maria Tereza Madeira.
Outras peças no álbum incluem: Botafogo (quadrilha), de Demétrio Rivero (1822-1889); Glória (polca), de Eduardo Ribas (ca.1825 - ca.1890); Jardim Botânico (valsa), de Salvador Fabregas (ca.1820 - ca.1880); São Cristóvão (schottisch), de A. Quintino dos Santos (18--); Tijuca (polca mazurca), de José Joaquim Goyano (ca.1800-1867); Petrópolis (quadrilha), de A. Campos (18--). Entre os participantes do álbum, Horta foi quem mais compôs no período. Em um catálogo com 36 obras, sua peça mais conhecida foi a grande valsa para pianoforte, A violeta, com várias edições.
Suas peças para piano, principalmente valsas, começam a aparecer em 1851, editadas por Paula Brito e distribuídas aos assinantes do periódico A Marmota. A última peça do seu catálogo é uma elegia, dedicada e executada por Louis Moreau Gottschalk, em concerto do dia 7 de outubro de 1869.
Como pianista, Geraldo Antonio Horta é mencionado por Vincenzo Cernicchiaro no seu livro de 1926, Storia della musica nel Brasile: Dai tempi colonial sino ai nostri giorni (1549-1925). O virtuosismo de Horta é exemplificado por um estudo para a mão esquerda, com variações da ária Casta Diva, da ópera Norma de Bellini, considerado difícil pela crítica. A peça foi apresentada várias vezes, inclusive com a presença de Suas Majestades Imperiais, como aconteceu no concerto em benefício do flautista Achille de Malavasi no Teatro Provisório.
Como professor de piano, lecionou por mais de quatro décadas (entre 1856 e 1902), como indicado em anúncios, podendo ser procurado em vários endereços no Rio de Janeiro e em Niterói.

## Catálogo de obras
- Alegria do coração (valsa para piano), 1851
- A Moreninha (valsa para piano), 1851

- Delícias de S. Cristóvão (valsa para piano), 1851

- O ingá (valsa para piano), 1851

- O Jovem Encantador (valsa para piano), 1851
- A infeliz (valsa para piano), 1851
- Cabana de Carolina (valsa para piano), 1851
- O Anjo de meus sonhos (valsa para piano), 1851
- A Viuvinha (valsa para piano), 1851
- Frondosa mangueira (valsa para piano), 1851
- Novo cupidinho das meninas (valsa para piano), 1851
- Cândida (valsa para piano), 1852
- Cupidinho das meninas (Valsa para piano), 1852
- A violeta (valsa para piano), 1852
- A Sultana (Quadrilha para piano), 1853
- O fandango (Valsa para piano), 1853
- Amizade Fraternal (Valsa para piano), 1853
- A engraçadinha (Valsa para piano), 1854
- Suspiros d’alma (Improviso para piano), 1854
- Sonho das fadas (Quadrilha para piano), 1854
- Gentil mangueira (Valsa para piano), 1854
- Desespero de Judas (Valsa para piano), 1854
- A fonte dos amores (Valsa para piano), 1854
- Boa viagem (Redowa para piano), 1856
- Bamboulá (Quadrilha para piano), 1859
- Imprevista (Valsa para piano), 1863
- Impromptu (Valsa para piano), 1863
- Retiro saudoso (Valsa para piano), 1863
- Romance sem palavras (Romance para piano), 1863
- Uma lágrima: pensamento fugitivo (Fantasia para piano), 1863
- Olhos chorosos (Romance para piano), 1864
- Melancolia (Mazurca para piano), 1864
- Escuta, oh, Virgem (Romance para canto e piano), 1867
- Sem esperanças no mundo (Romance para canto e piano), 1867
- Noturno (Noturno para piano), 1867
- Sob os ciprestes (Elegia para piano), 1869